# Chapelle Saint-Claude-la-Colombière
La chapelle Saint-Claude-la-Colombière est une chapelle située sur le territoire de la commune de Paray-le-Monial dans le département français de Saône-et-Loire et la région Bourgogne-Franche-Comté.

## Description
L'édifice est dédié à Claude La Colombière, qui fut canonisé par le pape Jean-Paul II en 1992. L'édifice orienté nord-nord-est voit son plan en croix latine formé d'une nef, d'un transept et d'un chœur à trois vaisseaux d'une travée, prolongés par une abside et deux absidioles. 
L'ensemble est couvert de voûtes sur croisées d'ogives portées par des piliers en marbre et les absides sont couvertes de mosaïques qui évoquent de grands personnages de l'ordre des Jésuites.

## Historique
Cette chapelle fut construite en 1929, consacrée en 1930 mais ne fut terminée qu'en 1934. 
Elle fait l'objet d'une inscription au titre des monuments historiques depuis le 18 avril 2012 et du classement depuis le 7 novembre 2022.